# Prelà
Prelà – miejscowość i gmina we Włoszech, w regionie Liguria, w prowincji Imperia.
Według danych na rok 2004 gminę zamieszkuje 480 osób, 32 os./km².